# Wakendorf II
Pour les articles homonymes, voir Wakendorf.
Wakendorf II est une commune allemande du Schleswig-Holstein, située dans l'arrondissement de Segeberg (Kreis Segeberg), à quelques kilomètres au nord de Hambourg. Wakendorf II est l'une des neuf communes de l'Amt Kisdorf dont le siège est à Kattendorf.